# Ambiance à l'africaine
Singles de Magic System
Neuilly Sa Mère
(2009) Chérie coco
(2011)
Pistes de Toutè Kalé
Souvenirs d'Anoumabo
Ambiance à l'africaine est une chanson du groupe ivoirien Magic System sortie le 3 janvier 2011. Extrait de l'album Toutè Kalé (2011) la chanson a été écrite par Kore, Traoré Salif A'Salfo, Aurélien Mazin, Manadja, Goudé, Tino et produite par Kore. Le single se classe dans le top 20 en France, Ambiance à l'africaine arrive numéro un des clubs en janvier 2011. 

## La musique
Les instruments sont l’electronique et la batterie. Cela parle de la fête en Afrique. Genre : dance. Le tempo est modéré.

## Clip vidéo
Dans le clip, le groupe Magic System chante sur le toit d'un bus. Au fur et à mesure que le bus roule dans Paris, le groupe salue la population et de nombreuses personnes les rejoignent pour danser dans le Magic Bus.

## Liste des pistes
Promo - Digital
1. Ambiance à l'africaine - 3:05

Promo - CD-Single
1. Ambiance à l'africaine - 3:05

## Performance dans les hit-parades
| Classement (2011)                       | Meilleure position |
| --------------------------------------- | ------------------ |
| Belgique (Wallonie Ultratop 50 Singles) | 28                 |
| France (SNEP)                           | 7                  |
| France (Club 40)                        | 1                  |

| Classement annuel (2011) | Position |
| ------------------------ | -------- |
| France (Club 40)         | 6        |